# Silvio Longhi (allenatore di pallacanestro)
Silvio Longhi (fl. XX secolo) è stato un allenatore di pallacanestro italiano.
Ha allenato la Nazionale italiana femminile nel 1938, con cui ha vinto l'Europeo 1938. È stato coach del Dopolavoro Aziendale Ilva Trieste campionessa d'Italia femminile nel 1939-1940.
Durante la stagione successiva si è trasferito a Messina, dove ha allenato il Gruppo Universitario che partecipava alla Serie B maschile e alla B femminile.
È stato anche allenatore della Ginnastica Triestina maschile.

## Palmarès
- Europei: 1
 Oro Italia 1938
- Campionato italiano: 1
Ilva Trieste: 1939-1940